# 宋英奎
宋英奎（韓語：송영규，1970年4月18日—2025年8月4日），韓國男演員。1994年通过儿童音乐剧《毛发道士》出道，此后参演过音乐剧《悲惨世界》、《小王子》、《杰克与海德》；电影《断箭》、《素媛》、《极限职业》；电视剧《請回答1988》、《棒球大联盟》、《鬣狗》等多部作品。2021年起担任韩国世明大学表演艺术系特任教授，2025年7月身陷酒駕爭議後於8月4日逝世。

## 爭議與逝世
韓媒News1於2025年7月25日報導，宋英奎涉嫌於6月19日晚間酒駕，且當時血液酒精濃度已達吊銷駕照標準（0.08%以上），因此京畿龍仁東部警察署於6月底將宋英奎移送至交水原地方檢察廳。但宋英奎近一個月期間卻沒主動告知有参演並即將播出的電視劇《退貨兒童》與《TRY：我們成為奇蹟》劇組；此外，7月初出演的舞台劇《莎士比亞戀人》製作公司Show Note也表示在此之前完全不知情。導致新聞一曝光後相關單位陷入混亂以及明顯的金錢損失，宋英奎也面臨外界的強烈譴責。
然而在2025年8月4日上午，宋英奎被發現倒臥在京畿道龍仁市一處聯排別墅區停放的車輛內身亡，享年55歲。據京畿道龍仁東部警察署表示，當時是由熟人發現後立即向警方報案，現場無他殺跡象也無留下任何遺書，葬禮於8月6日舉行。

## 演出作品

### 劇集

#### 2000年代
- 2007年：MBC《瑪莉大九攻防戰》
- 2007年：SBS《王與我》
- 2007年：MBC Dramanet《別巡檢》
- 2007年：OCN《醫妓 榮華館》
- 2007年：OCN《京城妓房 榮華館》
- 2008年：SBS《神的天秤》飾演 文學凡
- 2008年：SBS《水瓶座》
- 2008年：MBC《大韓民國的律師》
- 2008年：MBC《愛你，別哭》

#### 2010年代
- 2010年：SBS《濟眾院》飾演 高長根
- 2010年：MBC《快樂我的家》飾演 許英民
- 2010年：OCN《夜叉》
- 2012年：MBN《可疑的家族》
- 2012年：SBS《追擊者 THE CHASER》
- 2012年：MBC《黃金時刻》
- 2012年：KBS《Drama Special—我最美麗的時候》
- 2012年：KBS《嗚啦啦夫婦》飾演 姜鎮久
- 2013年：OCN《The Virus》飾演 尹日中
- 2013年：MBC《九家之書》飾演 弼睦
- 2013年：MBC《火之女神井兒》飾演 高德基
- 2014年：KBS《陽光滿溢》飾演 姜學秀
- 2014年：tvN《高校處世王》飾演 南尚求
- 2014年：SBS《你們被包圍了》飾演 趙亨哲
- 2014年：TV朝鮮《最佳婚姻》飾演 崔日忠
- 2014年：tvN《未生》飾演 企劃室長
- 2015年：KBS《星星閃爍》飾演 趙在軍
- 2015年：KBS《蒙面檢察官》飾演 馬檢察官
- 2015年：tvN《請回答1988》飾演 金泰英
- 2015年：SBS《Remember—兒子的戰爭》飾演 卓英鎮
- 2016年：KBS《天上的約定》飾演 許豐達
- 2016年：SBS《Wanted》
- 2016年：OCN《38師機動隊》飾演 李智慶
- 2016年：MBC《不夜城》飾演 南鍾奎
- 2016年：KBS《花郎》飾演 輝慶公
- 2017年：tvN《Circle：相連的兩個世界》飾演 韓容宇
- 2017年：JTBC《有品位的她》飾演 張成秀
- 2017年：SBS《愛情的溫度》飾演 閔一福
- 2017年：tvN《卞赫的愛情》飾演 閔成佑
- 2017年：OCN《Voice》飾演 朴恩哲
- 2018年：MBC《檢法男女》飾演 馬道南
- 2018年：SBS《Ms.Ma，復仇的女神》飾演 張哲民
- 2018年：tvN《阿爾罕布拉宮的回憶》飾演 韓正赫
- 2019年：MBC《檢法男女2》飾演 馬道南
- 2019年：KBS《讓我聆聽你的歌》飾演 姜明碩
- 2019年：SBS《Stove League》飾演 吳士勛

#### 2020年代
- 2020年：OCN《如實陳述》飾演 羅准碩
- 2020年：SBS《Hyena》飾演 馬錫久
- 2020年：tvN《九尾狐傳》飾演 南宗秀
- 2021年：JTBC《Undercover》飾演 郭文欽
- 2021年：SBS《Penthouse 3》飾演 姜信茂
- 2021年：SBS《成為你的夜晚》飾演 尹志韓（特別出演）
- 2022年：Netflix《毒梟聖徒》飾演 國情局局長（特別出演）
- 2022年：MBC《魔女的遊戲》飾演 劉敏成（特別出演）
- 2022年：Disney+饰演 崔七久
- 2023年：JTBC《代理公司》飾演 黃錫宇（特別出演）
- 2023年：JTBC《戀愛不可抗力》飾演 尹學榮
- 2024年：SBS《7人的復活》饰演 张镇久[11]
- 2025年：SBS《我的完美秘書》飾演 宋部長
- 2025年：SBS《鬼宮》飾演 崔吉相（特別出演）
- 2025年：MBC《勞務師盧武鎮》飾演 神父（特別出演）
- 2025年：ENA《退貨兒童》飾演 尹世勳
- 2025年：SBS《TRY：我們成為奇蹟》飾演 金旻重

### 電影
- 2002年：《青春熱舞》饰演 总统
- 2004年：《我的百事通男友》饰演 医生同事
- 2005年：《公共之敵2》饰演 派对男子
- 2006年：《相思光年》饰演 英浩
- 2009年：《早安總統》出演 医生
- 2012年：《斷箭》饰演 律师
- 2013年：《素媛》饰演 精神科医生
- 2014年：《青春學堂》饰演 木媛的父亲
- 2014年：《走向盡頭》饰演 检察组长（特别出演）
- 2015年：《内衣杀人事件》饰演 崔秘书
- 2016年：《竖琴》饰演 王姐姐
- 2016年：《岛·消失的人们》饰演 辩论主持人
- 2016年：《诡计》饰演 韩社长
- 2016年：《潘多拉》饰演 计量控制组长
- 2017年：《杀人优越权》饰演 律师
- 2019年：《雞不可失》飾演 崔班长
- 2020年：《法国女人》饰演 李孝尚
- 2020年：《棒球少女》饰演 朱贵南
- 2021年：《絕命警戒區》饰演 朴荣哲
- 2021年：《喋血江陵》饰演 申社长
- 2022年：《3.5课时》饰演 韩济文
- 2022年：《空氣殺人》饰演 郑景汉
- 2023年：《你想去哪里》饰演 海秀的父亲
- 2024年：《幸福的國家》饰演 崔律师
- 2024年：《殊死追踪》饰演 刑事科长

## 外部連結
- 宋英奎在NAVER上的资料
- 宋英奎在韩国电影数据库（KMDb）上的資料（韓語）
- 宋英奎在互联网电影资料库（IMDb）上的資料（英文）